# Hubertus van Hove

Hubertus (Huib) van Hove (13 de mayo de 1814, La Haya - 14 de noviembre de 1865 o 1864 Antwerp) fue un pintor holandés, hijo de Bartholomeus van Hove (1790–1880) y maestro de algunos artistas que se convertirían en integrantes de la Escuela de La Haya.

## Biografía
Hubertus o Huib van Hove aprendió no sólo de su padre, sino también de Hendrik van de Sande Bakhuyzen. En el estudio de su padre trabajó junto a Johannes Bosboom y juntos pintaron algunas de las piezas del escenario que Bartholomeus van Hove creó para el Teatro Real de La Haya.
Hubertus comenzó como paisajista pero sus mejores trabajos no son en ese estilo. Su amor por el color y la luz brillante se mostraron mejor en sus doorkijkjes o escenas domésticas al estilo del pintor Pieter de Hooch. Normalmente se tratan de escenas en una habitación o cocina situados entre la puerta de la calle y un patio interior que ilumina con luz que proviene del exterior. El Museo de Teyler posee un excelente ejemplo con la obra "La tejedora" una vívida composición que muestra una clara inclinación por los colores vivos y fuertes que prevalecen en toda la obra de Van Hobe.  
Entre sus discípulos se encuentran Jacob Maris, Christoffel Bisschop, Stroebel, Maurits Leon (1838–1865) y Hendricus Johannes Scheeres (1823–1864) quien continuaría con las enseñanzas de su maestro. 

## Selección de obras

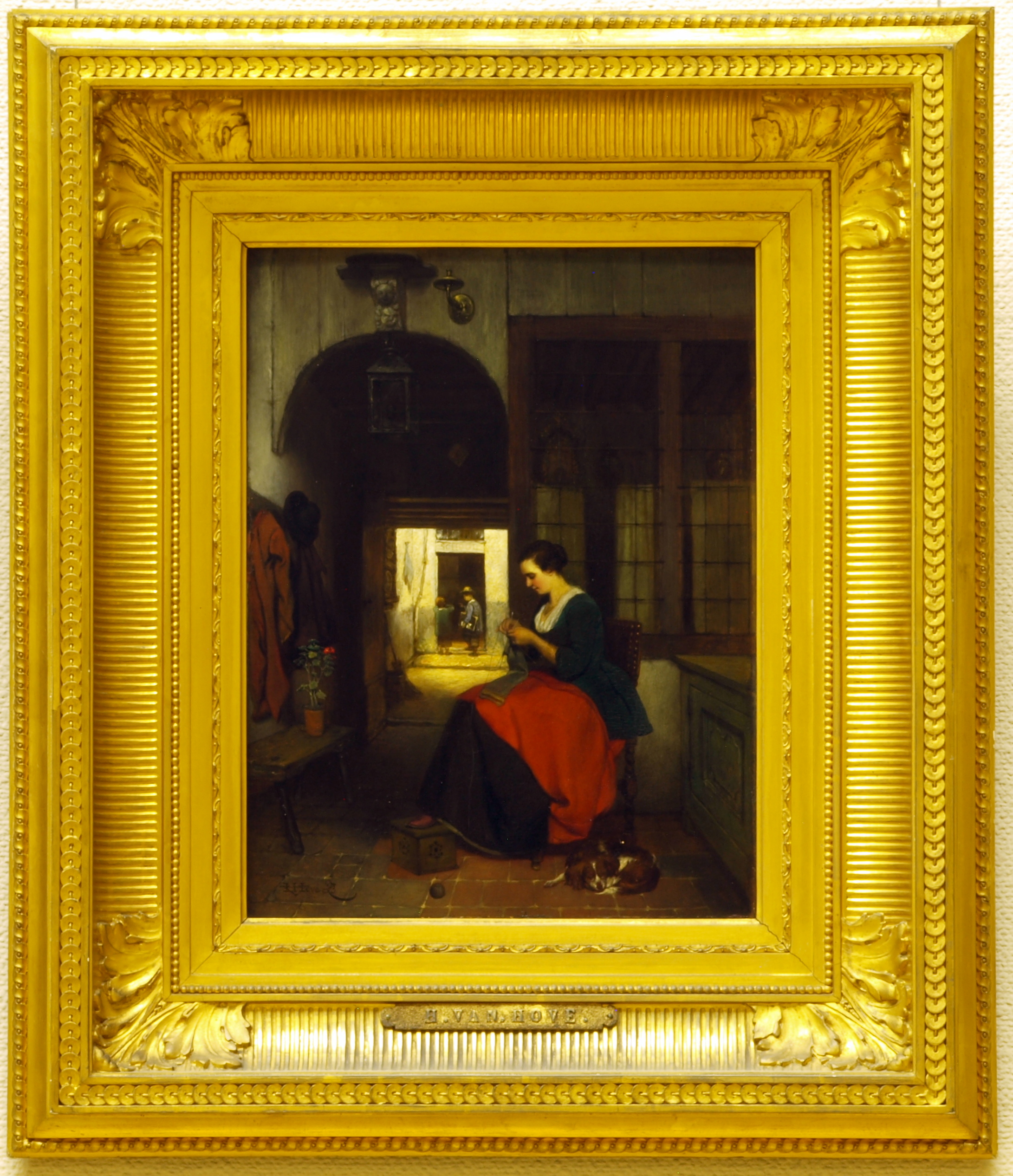
La tejedora.
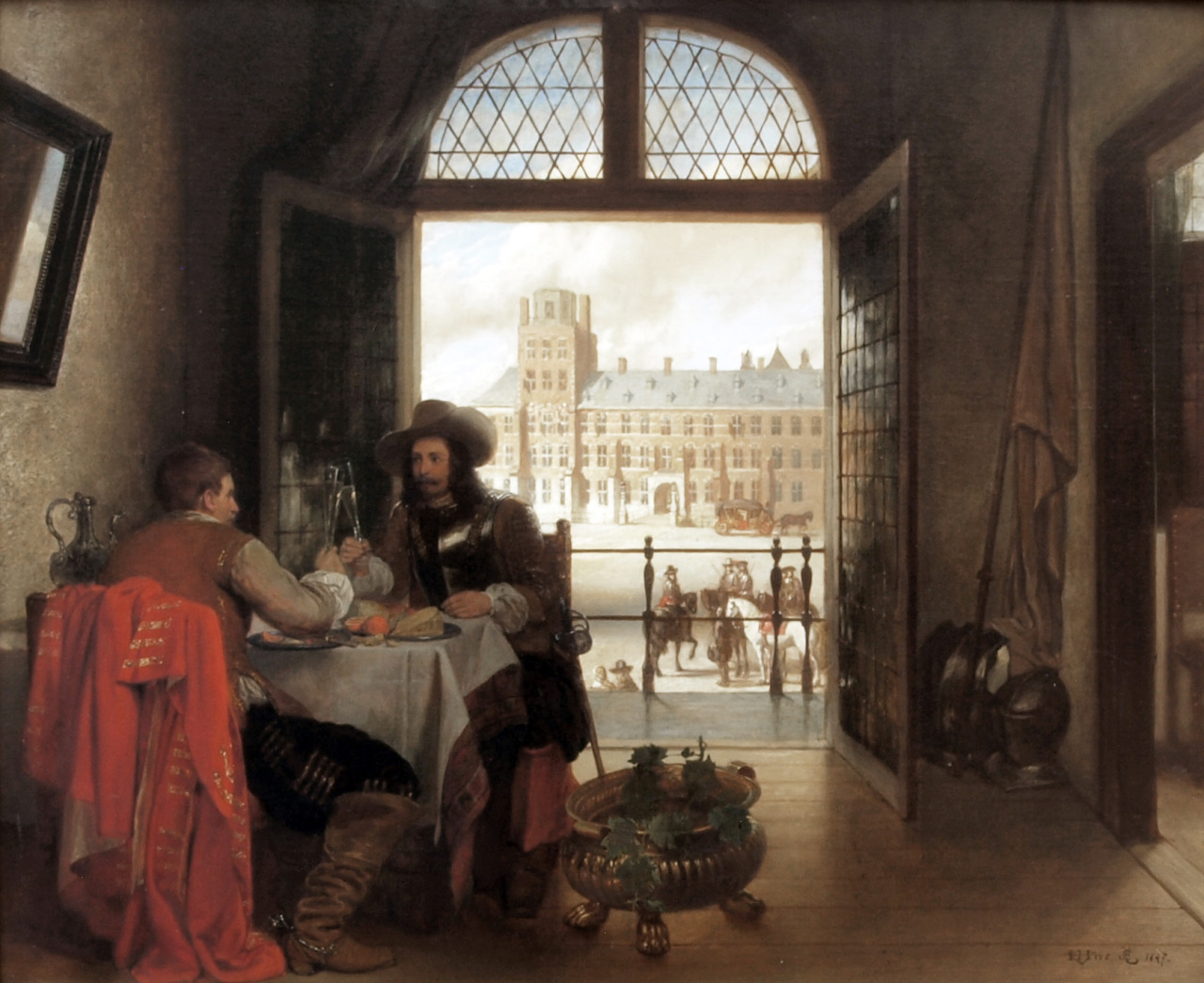
La despedida.
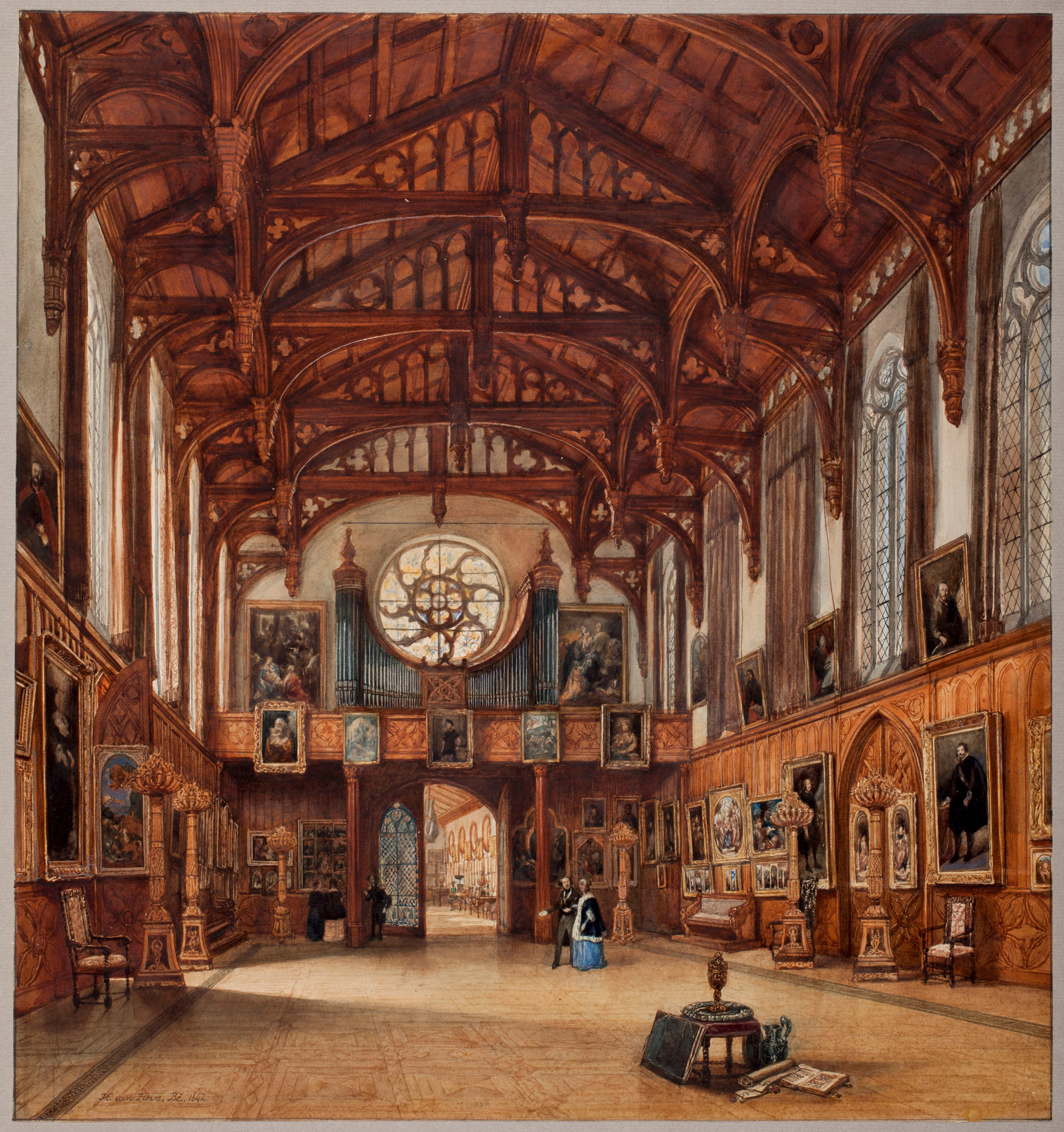
Acuarela de habitación gótica (1842).
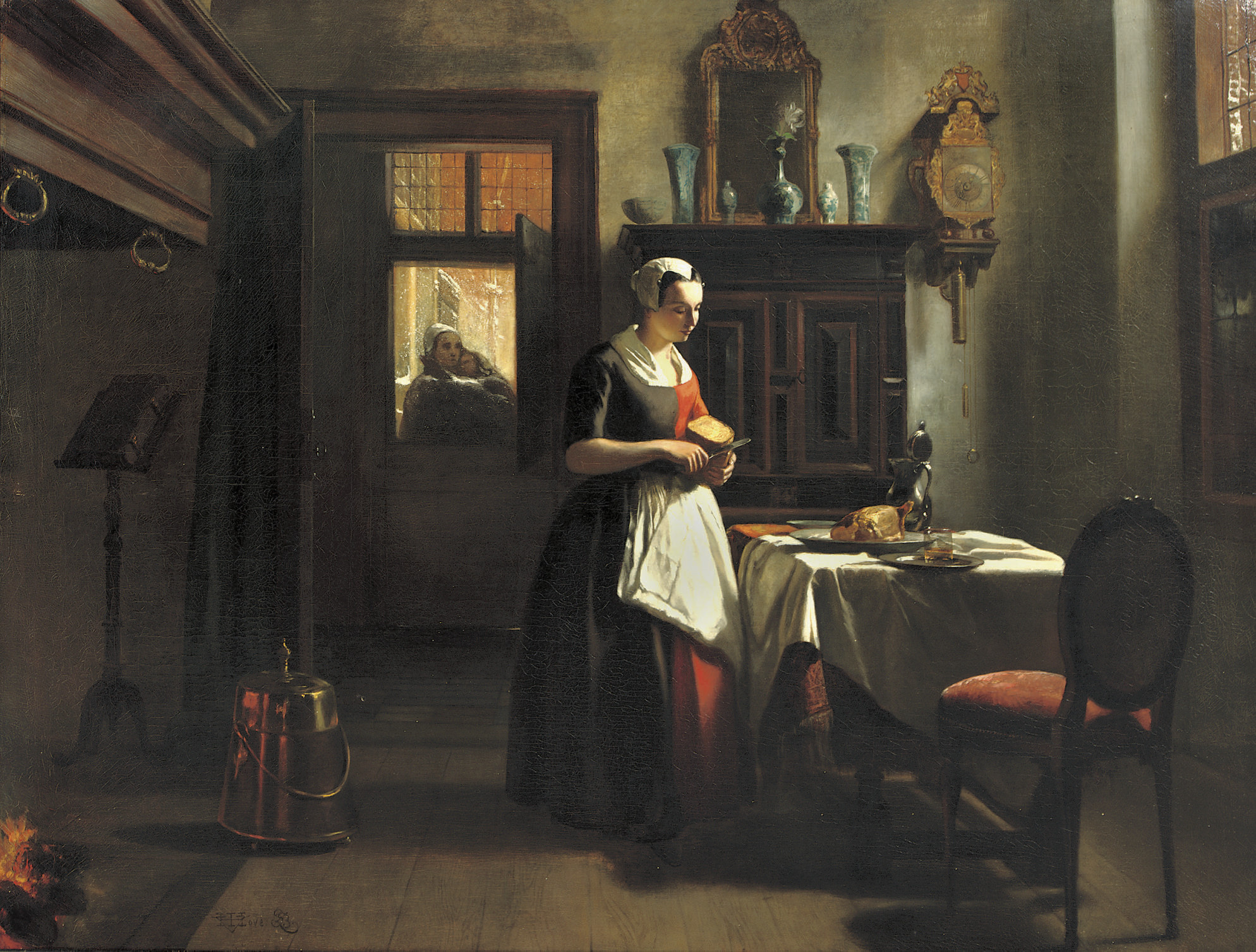
Chica de orfanato en Amsterdam preparando la cena.